# Quercus germana
Quercus germana — вид рослин з родини букових (Fagaceae), поширений на сході Мексики.

## Опис
Це невелике або середнього розміру дерево заввишки до 12 метрів. Кора сірувата. Гілочки сірувато-коричневі, стрункі, голі, з численними жовтуватими непомітними сочевичками. Листки стійкі або напіввічнозелені, часто скупчені в кінці гілочки, зворотно-яйцюваті, ланцетні або довгасті, 12–19 × 4–9 см; верхівка тупа або гостра, іноді коротко загострена; основа гостра або округла, іноді серцеподібна, часто асиметрична; край плоский або злегка загнутий, цілий, хвилеподібний або зубчастий на верхівковій половині; верх блискучий, темно-зелений, майже голий; низ сірувато-зелений, майже голий; ніжка листка зверху плоска, 3–6 мм. Цвітіння: березень — квітень. Чоловічі сережки 30–50-квіткові, 10–13 см завдовжки. Жіночі суцвіття 1–3-квіткове, 10–15 мм завдовжки. Жолуді поодинокі або парні, від майже кулястих до яйцюватих, у довжину 20–40 мм, у діаметрі 22 мм; чашечка охоплює від 1/4 до 1/2 горіха, у діаметрі 15–35 мм; дозрівають у перший рік у вересні — листопаді.

## Середовище проживання
Поширення: Мексика (Пуебла, Веракрус, Сан-Луїс-Потосі, Ідальго, Тамауліпас, Оахака, Керетаро). Росте на висотах від 800 до 1800 метрів. Вид типовий для хмарного лісу, а також росте в дубовому лісі.

## Використання
Жолуді збирають як сировину для ремесних виробів.

## Загрози
Ареал значно зменшився впродовж останніх десятиліть через сільське господарство, зокрема вирощування кави. Основними загрозами для рідних сосново-дубових лісів Східної Сьєрри Мадре є лісозаготівля, видобуток смоли та сільськогосподарська діяльність. Додатковою загрозою є скотарство, мисливство та дорожнє будівництво.